# Oldehove

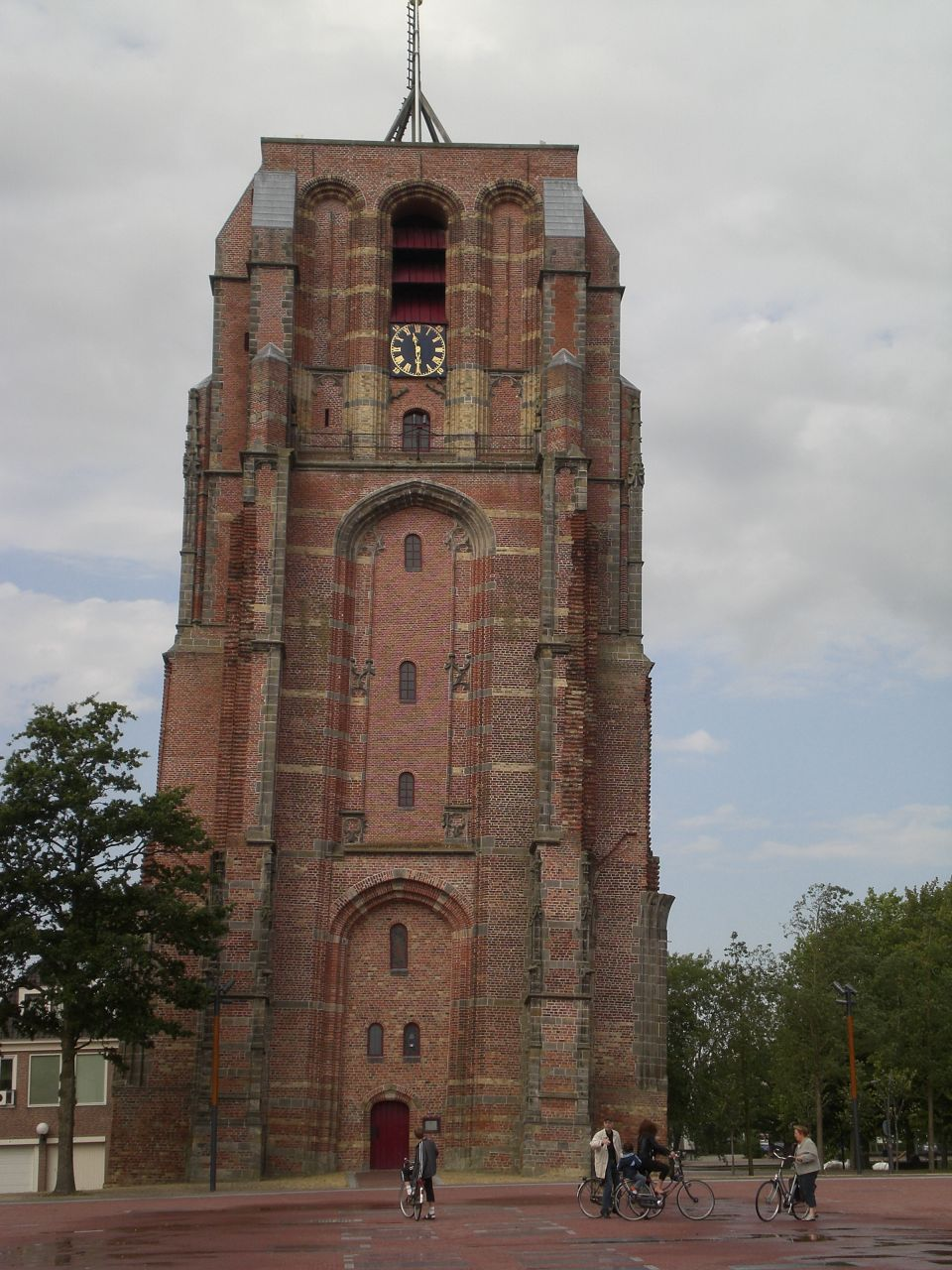
La Oldhove, en Leeuwarden

Oldehove es una torre de iglesia inacabada en el centro de la población de Leeuwarden (Países Bajos). Durante la construcción del edificio este comenzó a caer, por lo que el proyecto se detuvo entre 1532 y 1533 y finalmente la iglesia se demolió entre 1595 y 1596, dejando únicamente la torre. Actualmente está más inclinada que la Torre de Pisa.
La torre tiene unos 40 metros de altura, con una pendiente de unos 2°, equivalente a 1,68 metros en dirección noroeste. Está construida casi en su totalidad con ladrillos (también se utilizaron bloques de arenisca de Bentheim).